# Soyataco
Soyataco es un poblado del municipio de Jalpa de Méndez ubicado en la subregión centro del estado mexicano de Tabasco.

## Geografía
La localidad de Soyataco se sitúa en las coordenadas geográficas 18°12′43″N 93°04′25″O / 18.211944, -93.073611, a una elevación de 3 metros sobre el nivel del mar.

## Demografía
Según el Conteo de Población y Vivienda 2020, efectuado por el Instituto Nacional de Estadística y Geografía, la localidad de Soyataco tiene 4,463 habitantes, de los cuales 2,176 son del sexo masculino y 2,287 del sexo femenino. Su tasa de fecundidad es de 2.39 hijos por mujer y tiene 1,111 viviendas particulares habitadas.
| Gráfica de evolución demográfica de Soyataco entre 1900 y 2020 |
|                                                                |
| INEGI.                                                         |